# Maltesische Küche

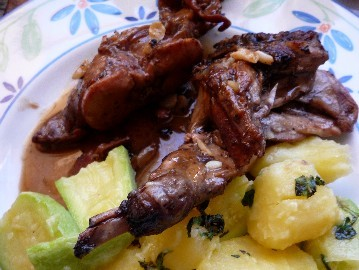
Fenek – Kaninchen, mit Knoblauch in Wein geschmort

Die maltesische Küche ist die Küche von Malta und gehört zu den mediterranen Küchen. Sie wurde deutlich von der englischen sowie der italienischen Küche beeinflusst. Die verwendeten Gewürze sind der nordafrikanischen Küche entlehnt. Da Fleisch auf den Felseninseln von Malta rar ist, werden vorwiegend Gemüse und Fisch verwendet. Im Sommer und Herbst zur Fangzeit der Goldmakrele (Coryphaena hippurus), findet man auf Malta diesen dort Lampuki genannten Fisch auf vielen Speisekarten. Die Goldmakrele ist der Nationalfisch Maltas und wurde von 1986 bis 2007 auf Malteser 10-Cent-Münzen geprägt. Die beliebtesten Fleischgerichte der Inseln werden aus Kaninchen (Fenek) zubereitet.
Die Küche ist sehr gemüseorientiert; verwendet werden Tomaten, Zucchini, Bohnen, Erbsen, Möhren, Zwiebeln, Paprika, Spinat und Artischocken, aber auch Kohl und Blumenkohl. Häufig genutzt werden, wie in fast allen Mittelmeerküchen, Oliven, Olivenöl und Brot.

## Speisen

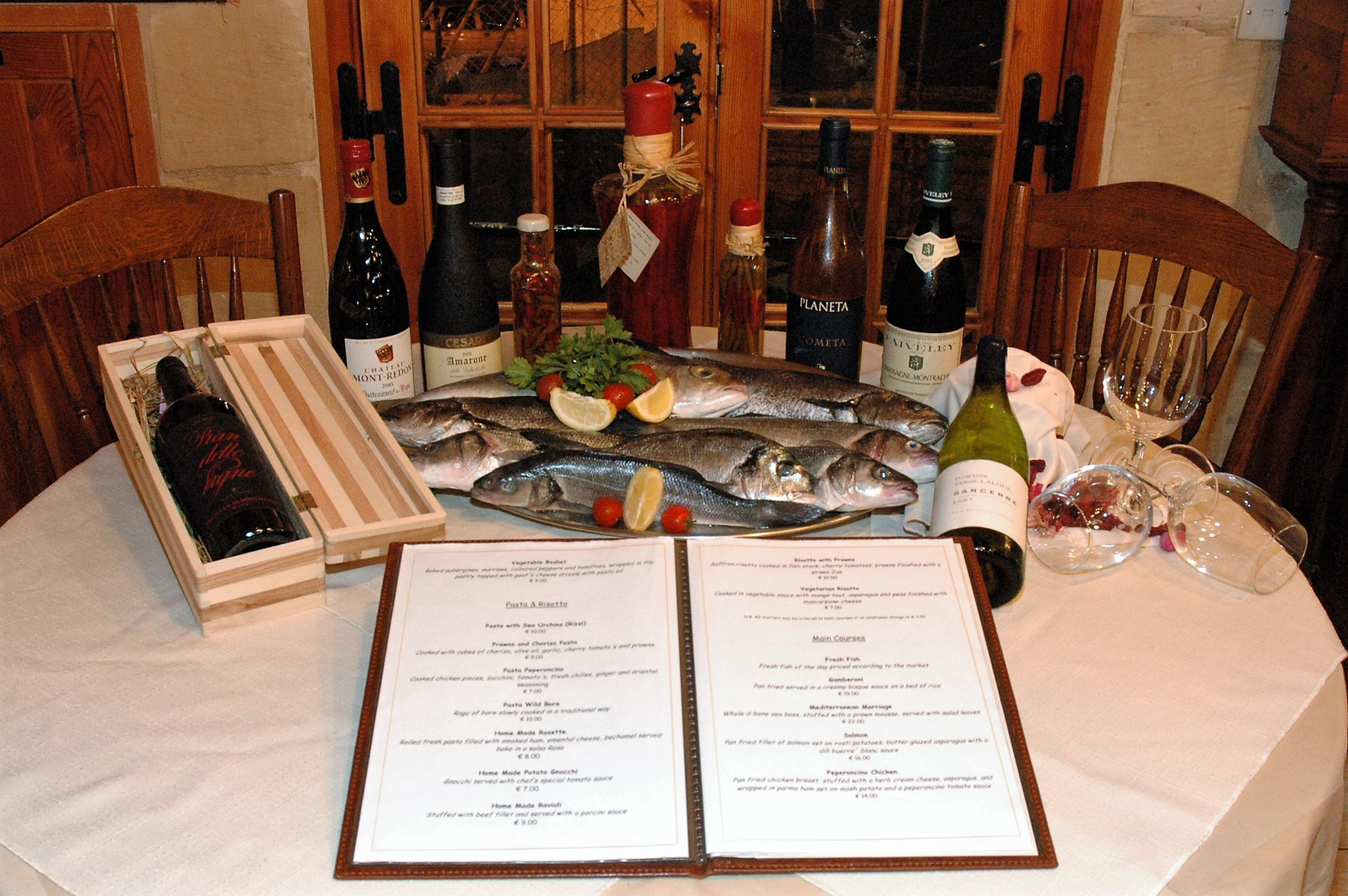
Präsentation von frischem Fisch (Lampuki, Goldmakrele) und u. a. einheimischem Wein in einem Restaurant auf Malta

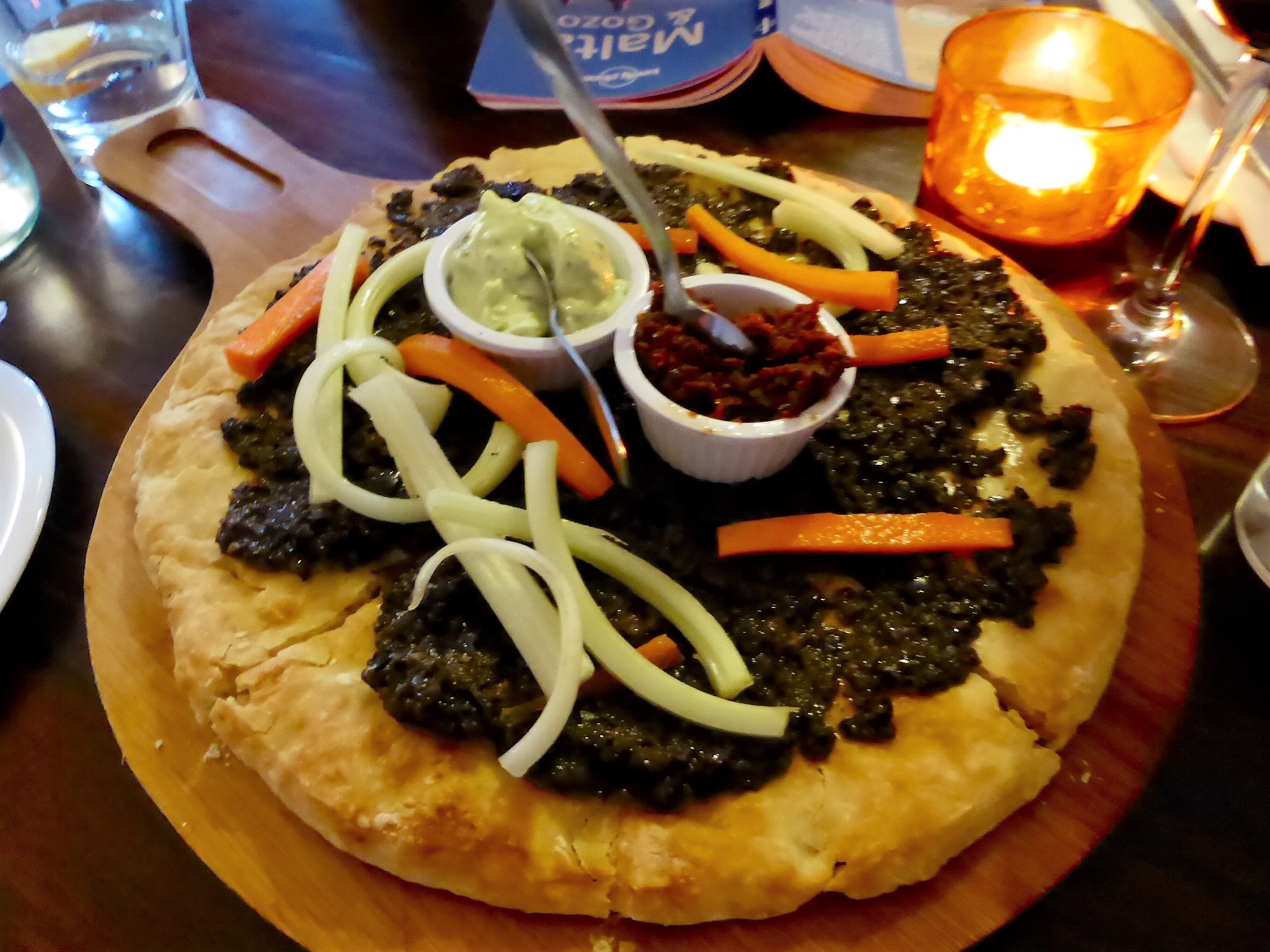
Ħobż biż-żejt – Sauerteigbrot mit Belag

- Aljotta: Eine sehr würzige Fischsuppe mit Knoblauch, Peperoni, Tomaten, Reis und viel gehacktem Majoran oder Petersilie.
- Bigilla: Eine schwere Paste aus dicken Bohnen mit Knoblauch.
- Braġjoli: In Rotwein gegarte Rinderroulade mit Schinken und Ei gefüllt.
- Brunġiel mimli: Auberginen, gefüllt mit Fleisch, Oliven und Kapern.
- Fenek oder fenek stuffat: Kaninchen, gebraten, gebacken oder mit Tomaten und Kapern in Rotwein geschmort.
- Ħobż biż-żejt (auch Ftira)[A 1]: Ein rundes Sauerteigbrot, das mit unterschiedlichen Kombinationen von Thunfisch, Zwiebeln, Knoblauch, Oliven, Kapern, Tomaten, Minze oder Sardellen belegt und mit Olivenöl beträufelt wird.
- Kannoli: Kross gebackene Teigröllchen, gefüllt mit Ricotta, Schokolade oder kandierten Früchten.
- Kapunata: Die maltesische Variante der Ratatouille, angelehnt an die sizilianische Caponata.
- Lampuki-Auflauf: Ein mit Filet von der Goldmakrele zubereiteter Auflauf mit Spinat, Blumenkohl, Kastanien und Rosinen.
- Pastizzi: Blätterteig gefüllt mit Ricottakäse oder Erbsenmus.
- Ross il-forn („Reis aus dem Backofen“): Ein maltesisches, dem Risotto ähnliches Gericht. Es besteht aus Reis mit Hackfleisch, Eiern, Safran und wird – typisch für die Küche des Archipels – langsam auf kleiner Flamme gegart. Nach der Überlieferung wurde es von den Phöniziern auf die Insel gebracht. In der modernen Variante wird noch Tomate beigefügt.
- Soppa tal-armla („Witwensuppe“): Eine Bohnensuppe, der ein kleiner runder Käse („ġbejna“) aus Schaf- oder Ziegenmilch beigefügt wird.
- Soppa tal-qargħa ħamra: Maltesische Kürbis-Suppe.

Anmerkung:
1. ↑  Seit 2020 Immaterielles Kulturerbe der Menschheit, siehe auch Il-Ftira, culinary art and culture of flattened sourdough bread in Malta. UNESCO Intangible Cultural Heritage, 2020, abgerufen am 4. Januar 2024 (englisch).

## Getränke
- Bajtra: Ein Likör aus Kaktusfeigen.
- Bier: Die Brauerei Simonds Farsons Cisk produziert nach englischem Vorbild. Eine auf Malta bekannte Marke dieser Brauerei ist Cisk.
- Kinnie: Eine herbe Limonade aus ungeschälten Bitterorangen und Wermutkraut.
- Weine: Werden zum Teil nur auf Malta produziert, zum Teil aber auch dort angebaut.